# Парыгин, Владимир Николаевич
Влади́мир Никола́евич Пары́гин (8 января 1932, Москва — 13 мая 2003, Москва) — советский и российский физик, специалист в области радиофизики, теории колебаний, оптоэлектроники, акустооптики.

## Биография
Родился 8 января 1932 в Москве.  Отец, Николай Константинович, не вернулся с Великой Отечественной войны.
В 1950 году окончил школу с золотой медалью.
В 1955 году окончил физический факультет МГУ (с красным дипломом).
Благодаря усилиям заведующего кафедрой физики колебаний К. Ф. Теодорчика, был оставлен на работе на факультете.
С 1955 по 1958 год — аспирант МГУ, с 1958 по 1960 год — младший научный сотрудник, с 1961 года ассистент.
С 1962 — кандидат физико-математических наук по специальности «Радиофизика».
Владимир Николаевич вспоминал своего научного руководителя, Рема Викторовича Хохлова,
Очень требовательным, порой даже беспощадным руководителем, но очень внимательным наставником. Серьезное внимание он обращал на язык и стиль первых статей своих учеников, заставляя многократно переделывать, писать лаконично и внятно. Говоря о Реме как о физике, ученом и научном руководителе, я хочу также подчеркнуть, насколько сильно была в нем развита научная интуиция.
Когда он интересовался чем-то, он умел продумать в собственной голове все каким-то таким удивительно разумным образом, что мог представить себе сразу же, что должно в конечном счете получиться. И самое удивительное и потрясающее было то, что в значительной степени он бывал прав. Результаты были именно таковы, какими он их видел…

Он умел оценить возможности человека рядом с собой. Он был настолько талантлив, что готов был поддержать любой талант и найти хоть частицу таланта в любом человеке.
С 1965 года доцент кафедры физики колебаний.
В 1974 году — доктор физико-математических наук по специальности «Радиофизика и квантовая электроника» (тема диссертации — «Вопросы управления когерентными световыми пучками»").
С 1990 года профессор кафедры физики колебаний.
Заместитель председателя Докторского совета Д 501.001.67. 
Подготовил 36 кандидатов физико-математических наук.

## Преподавательская деятельность
В 1964—2003 годах читал лекции по курсам:
- «Оптика»
- «Теория колебаний»
- «Основы оптоэлектроники»
- «Оптическая связь»
- «Оптическая обработка информации»
- «Физические основы электрооптики и акустооптики»

## Участие в научных обществах, советах и комитетах
- Член Учёного Совета отделения радиофизики физического факультета МГУ (с 1967 года)
- Заместитель председателя Учёного Совета отделения радиофизики физического факультета МГУ (с 1975 года)
- Член Учёного Совета физического факультета МГУ (с 1990 года)
- Член Комитета по электронике и фотонике URSI[англ.] (1990 года)
- Член Европейского оптического общества (с 1997 года)

## Публикации
Около 380 статей в научных и тезисов на конференциях. Автор и соавтор 4 книг, опубликованных в России и за рубежом.
Автор и соавтор 16 авторских свидетельств на изобретения.
- Мустель Е. Р., Парыгин В. Н. Методы модуляции и сканирования света. — М.: Наука, 1970. — 295 с.
- Мигулин В. В., Медведев В. И., Мустель Е. Р., Парыгин В. Н. Основы теории колебаний / Под ред. В.В. Мигулина. — Учеб. пособие для физ. спец. вузов. — М.: Наука, 1978. — 392 с.
- Балакший В. И., Парыгин В. Н., Чирков Л. Е. Физические основы акустооптики. — М.: Радио и связь, 1985.
- Балакший В. И., Парыгин В. Н. Оптическая обработка информации. — М.: Изд-во МГУ, 1987. — 141 с.
- Парыгин В. Н. Взаимная синхронизация трёх связанных автоколебательных генераторов в случае слабой связи // Радиотехника и электроника, 1956. Т. 1, № 2. С. 197—204.
- Парыгин В. Н., Балакший В. И., Волошинов В. Б. Электрооптика, акустооптика и оптическая обработка информации на кафедре физики колебаний МГУ // Радиотехника и электроника, 2001. Т. 46, № 7. С. 775—792.